# Chagra

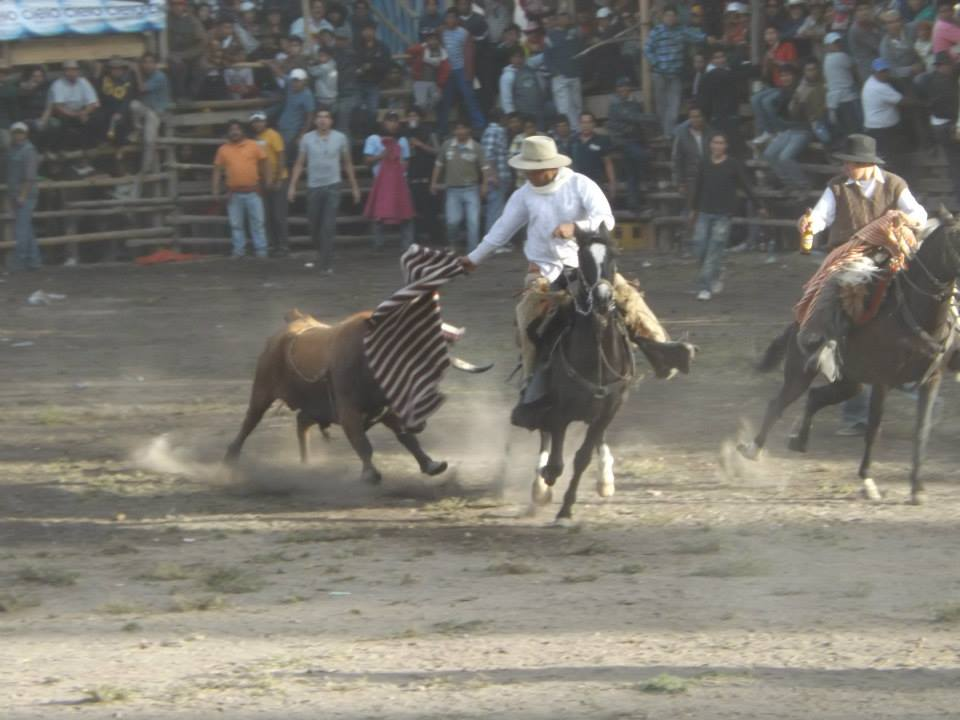
Chagra en las fiestas de Machachi

Se denomina chagra al jinete blanco o mestizo de la Sierra ecuatoriana, dedicado principalmente a las faenas ganaderas, generalmente como vaquero o como arriero. Dentro del Ecuador el chagra tiene como equivalente sociológico al montuvio, el jinete campesino de la costa del Pacífico ecuatoriano. La vestimenta tradicional del chagra se compone de camisa, poncho, sombrero de paño, bufanda de lana de borrego y zamarro.

## Orígenes y vigencia
Tras la llegada de los conquistadores españoles, la vida de los indígenas de los Andes se vio modificada con la introducción de nuevas especies animales como el caballo y las reses. Tanto los religiosos como algunos terratenientes fueron dueños de grandes haciendas productivas donde se fue desarrollando un interesante modo de vida a partir del siglo XVII. Así se fue creando este singular personaje denominado chagra, encargado de cuidar el ganado, normalmente mestizos de confianza contratados por los hacendados y en otros casos ellos mismos propietarios pequeños y medianos de tierras y ganado. El origen filológico de la expresión chagra procede del vocablo kichwa chakra que guarda relación con la tierra para el cultivo.
Aún hoy se ha mantenido vigente la tradición agrícola y ganadera en algunas haciendas andinas las cuales protagonizan fiestas y celebraciones populares como el famoso Paseo del Chagra de Machachi en julio, las "Fiestas Parroquiales de Conocoto" de Conocoto en junio o las Fiestas del Maíz y del Turismo de Sangolquí en septiembre, oportunidades ideales para que los chagras demuestren sus habilidades y sus mejores galas. Actualmente, el término "chagra" está en un intenso proceso de revalorización cultural. Su vestimenta usualmente se caracteriza por su poncho rayado de lana , sombrero o gorro, bufanda de lana, el  zamarro,  la beta de cuero, espuelas y la montura con retranca.
El chagra ecuatoriano guarda cierta similitud en cultura, vestimenta y labores —su nexo común es la llegada de la ganadería española a las Américas y su adaptación a los nuevos territorios— con el huaso chileno, el gaucho pampeano, el llanero colombiano y venezolano, el charro mexicano, el vaquero mexicano o estadounidense y el qorilazo peruano.

### Figura folclórica y romanticismo
El chagra ecuatoriano es un campesino de la sierra cuyas características son entretejidas con la austeridad del ambiente del alto páramo andino, un suelo de prados y volcanes nevados, en donde el ganado se mueve grandes distancias y por diferentes propiedades, en muchas ocasiones sin cercas que impidan sus peregrinaciones. Se le da un aire de romanticismo cuando se habla de la unidad entre chagra y su caballo, las vacas que arrea y cuida y el paisaje.
La capital del mundial del chagra, Machachi, es una ciudad conformada mayoritariamente por "chagras", que es el término que los originarios acuñaron para denominar a toda aquel persona que se levanta arduamente todos los días para hacer las labores cotidianas del campo, como lo es el ordeñar vacas, pastar a las ovejas, montar caballo, etc.
Además los chagras están relacionados con el género musical llamado albazo. Originalmente se encuentra relacionado con el bambuco colombiano, es un género que se caracteriza por su compás ternario ya sea en 3/4 o 6/8 lo que imita el ritmo del galope, sin embargo no se debe confundir con el galope montuvio, género musical tradicional de Guayaquil. En este sentido, este género cumple un rol similar al del joropo venezolano con los llaneros. Por esta razón uno de los albazos más conocidos se llama justamente "La vuelta del chagra" que fue compuesto por Gonzalo Benítez, quien formó parte del famoso Dúo Benítez Valencia.En este sentido, se usa la palabra chagra para referirse a los campesinos de la sierra que migraron a la ciudad de Quito, por lo que en este sentido se parecería más a la palabra rolo como se usa en Colombia. Los chagras contrastarían con los chullas, quienes serían las personas nacidas en Quito originalmente. De ahí vendría el pasacalle chulla quiteño.

Por la luz de tus ojitos
Yo vengo a Quito
A cumplir una promesa
A mi amorcito
Por que chagra soy, señores
Y de los buenos
Pero estando en esta tierra

Quiteño soy
La vuelta del chagra - Gonzalo Benítez

Los ponchos de los chagras suelen ser llamados "ponchos de Castilla".

## Paseo procesional del Chagra

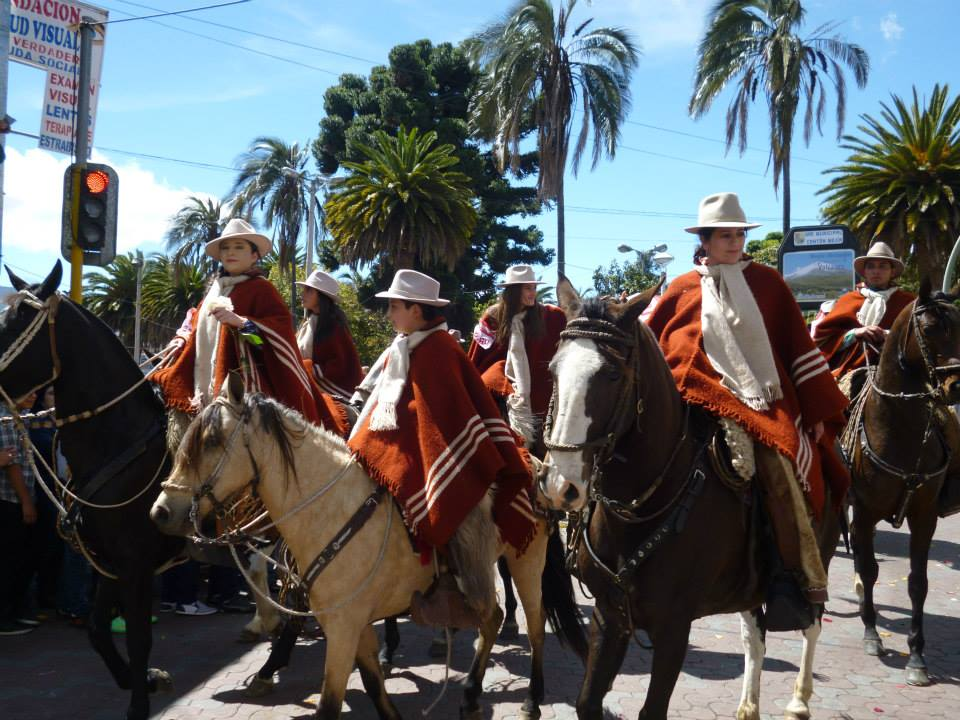
Paseo procesional del Chagra.

Su origen se remonta a la última erupción del Cotopaxi en 1877. Los habitantes de la zona, ante la desesperación de ese acontecimiento y dada su ciega fe religiosa, acudieron al párroco de ese entonces a solicitar que se trasladara el Señor de la Santa Escuela a las laderas del volcán; una vez ofrecida la misa y demás ritos del momento, regresaron la imagen a Machachi, acompañada de una procesión. Los chagras feligreses montaban sus caballos adornados, dando origen al Paseo Procesional del Chagra.
Todos los años en el mes de julio se realiza el tradicional "Paso del Chagra" en la parroquia urbana Machachi, del cantón Mejía, conocida como "la capital del Chagra", a donde concurren jinetes con los mejores corceles, de las haciendas del país, cubiertos de zamarros, ponchos rayados, bufandas y sombreros. Demuestran sus habilidades en concursos de doma de potros y de lazo". 

El Paseo Procesional del Chagra", auténtico espectáculo criollo que tuvo su origen en Machachi como remembranza de la erupción del volcán Cotopaxi, ocurrida en el año 1877. Por ventura, de un modo milagroso, el gran Pasochoa y el Rumiñahui salvaron a los pobladores de Tambillo y Machachi de sufrir los terribles efectos de dicho acontecimiento, producto de los enojos de la naturaleza. Los pobladores esperaron pacientemente a que la cúspide del volcán Cotopaxi se cubriera nuevamente de nieve y, cuando esto aconteció, optaron por realizar una minga ganadera, cuya misión era recoger, corralear y conducir a los lugares de origen a las reses, equinos y otros animales domésticos que se desperdigaron con el suceso. 

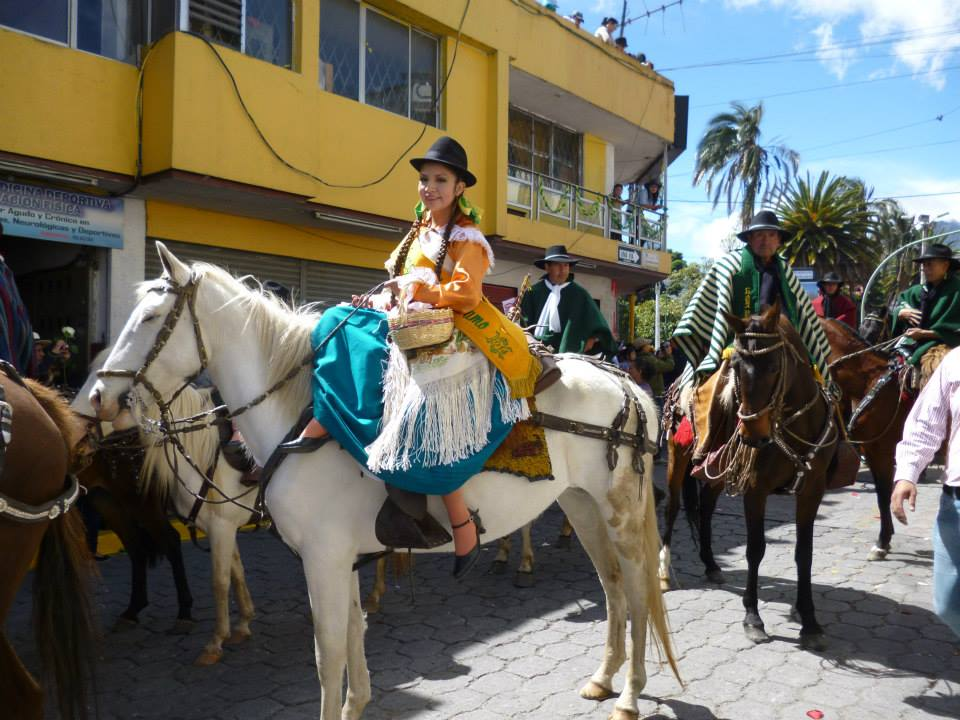
Mujer Chagra, en un desfile con vestimenta tradicional.

Para la ejecución de dicha labor se formaron tres grupos importantes: el primero se responsabilizó de conducir los animales hacia los sectores aledaños a Latacunga, el segundo a Los Chillos y el tercero se encargó de subirlos al Pedregal. Las anécdotas y peripecias que pasaron en aquellos viajes hicieron que durante tres años se reuniesen los protagonistas a comentar lo ocurrido en esas jornadas. Luego de un tiempo, empezaron a producirse problemas políticos que terminaron con la guerra civil, de la cual el general Eloy Alfaro fue el triunfador.

Casi un siglo más tarde, se ejecutó el primer "Paseo Procesional del Chagra" para conmemorar el centenario de la cantonización de Mejía. Hubo la necesidad de organizar una institución responsable de mantener la integridad y pureza de este espectáculo, para lo cual se conformó la Asociación Cofradía del Chagra (ACOCHA), donde se pudo destacar la visión de Raúl Guarderas Guarderas, razón por la cual al Paseo se lo ha denominado con su nombre. Es importante señalar que coincidieron tres fechas: las festividades de Santiago Apóstol, santo patrono de Machachi; la erupción del Cotopaxi, y el ya indicado centenario de la nueva jerarquía del cantón Mejía. 

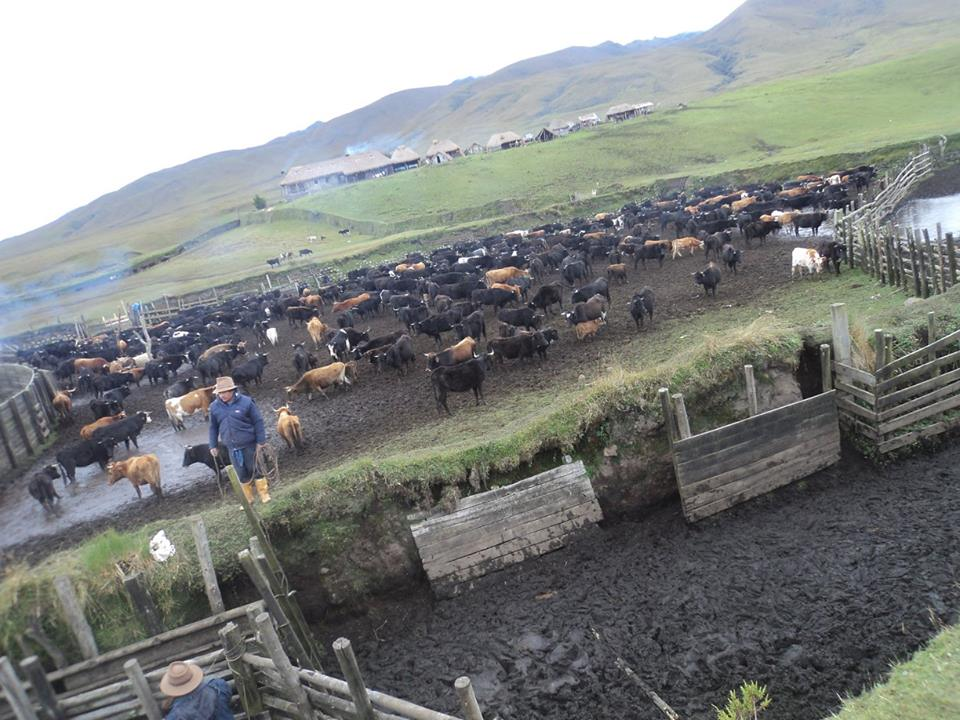
Rodeo en el páramo
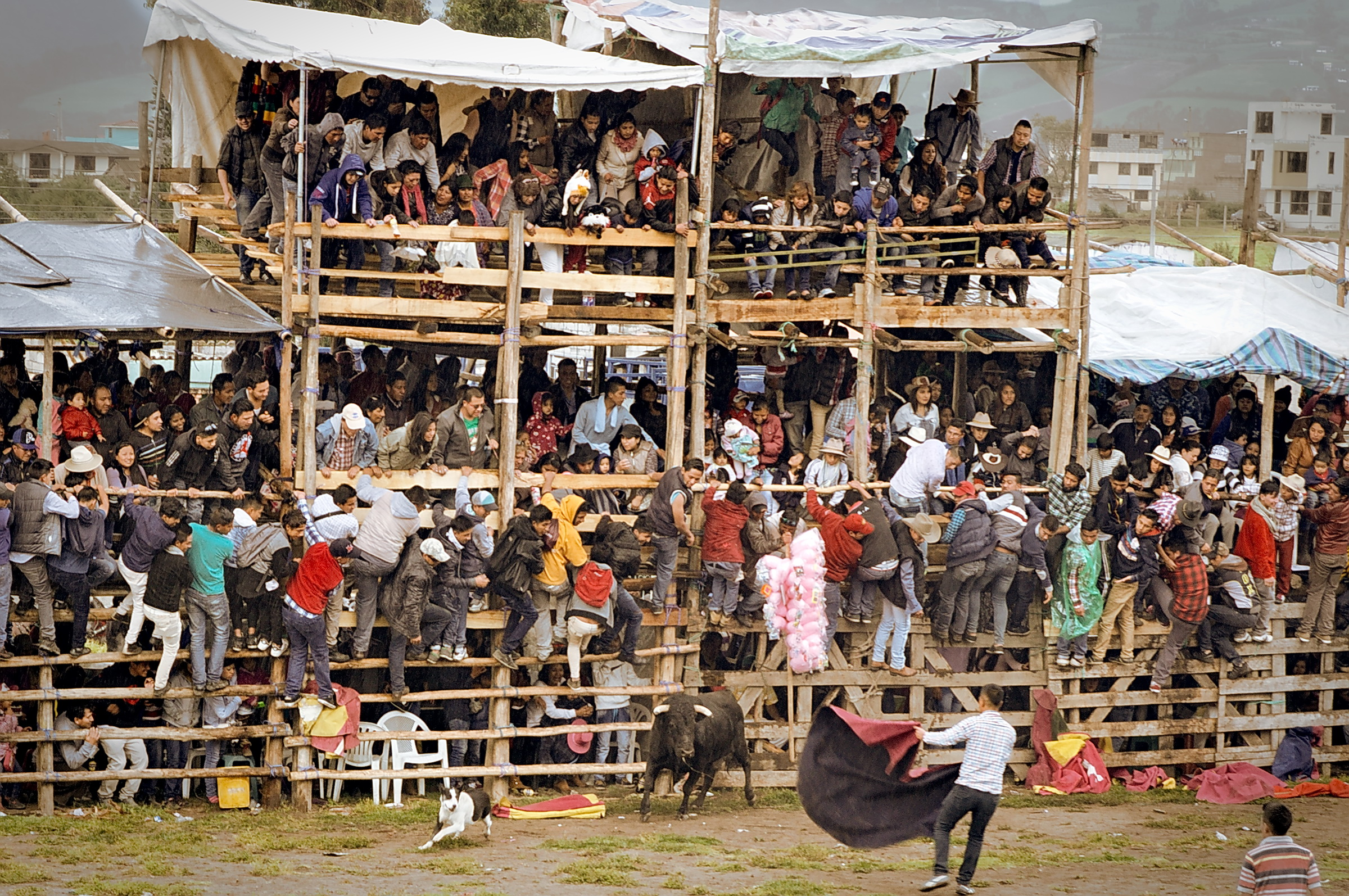
Corrida de toros en Machachi
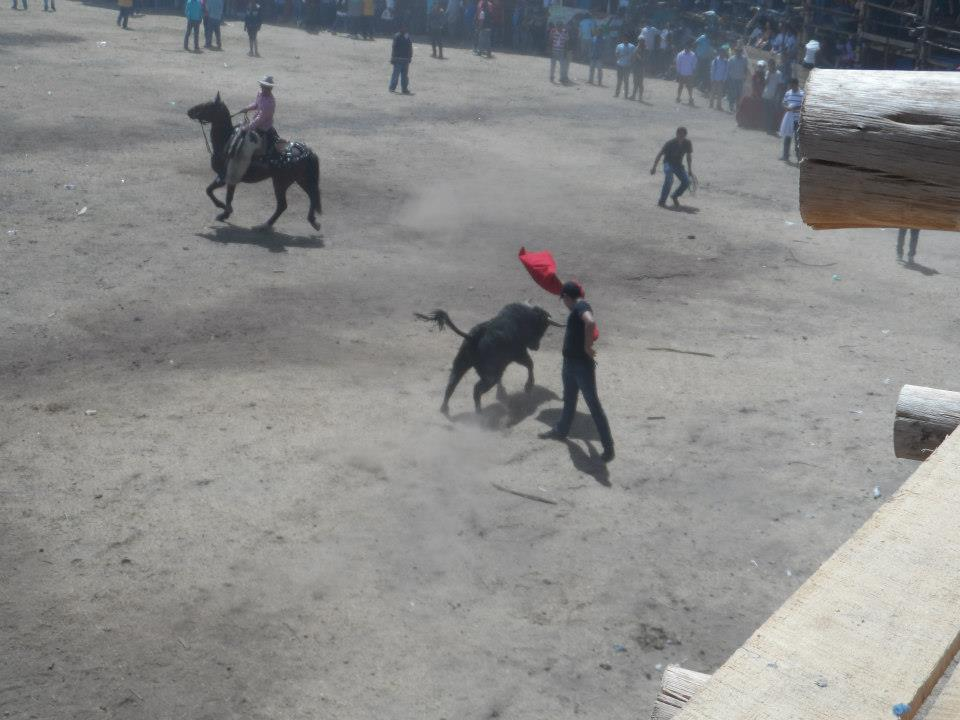
Corrida de toros populares por las fiestas del chagra
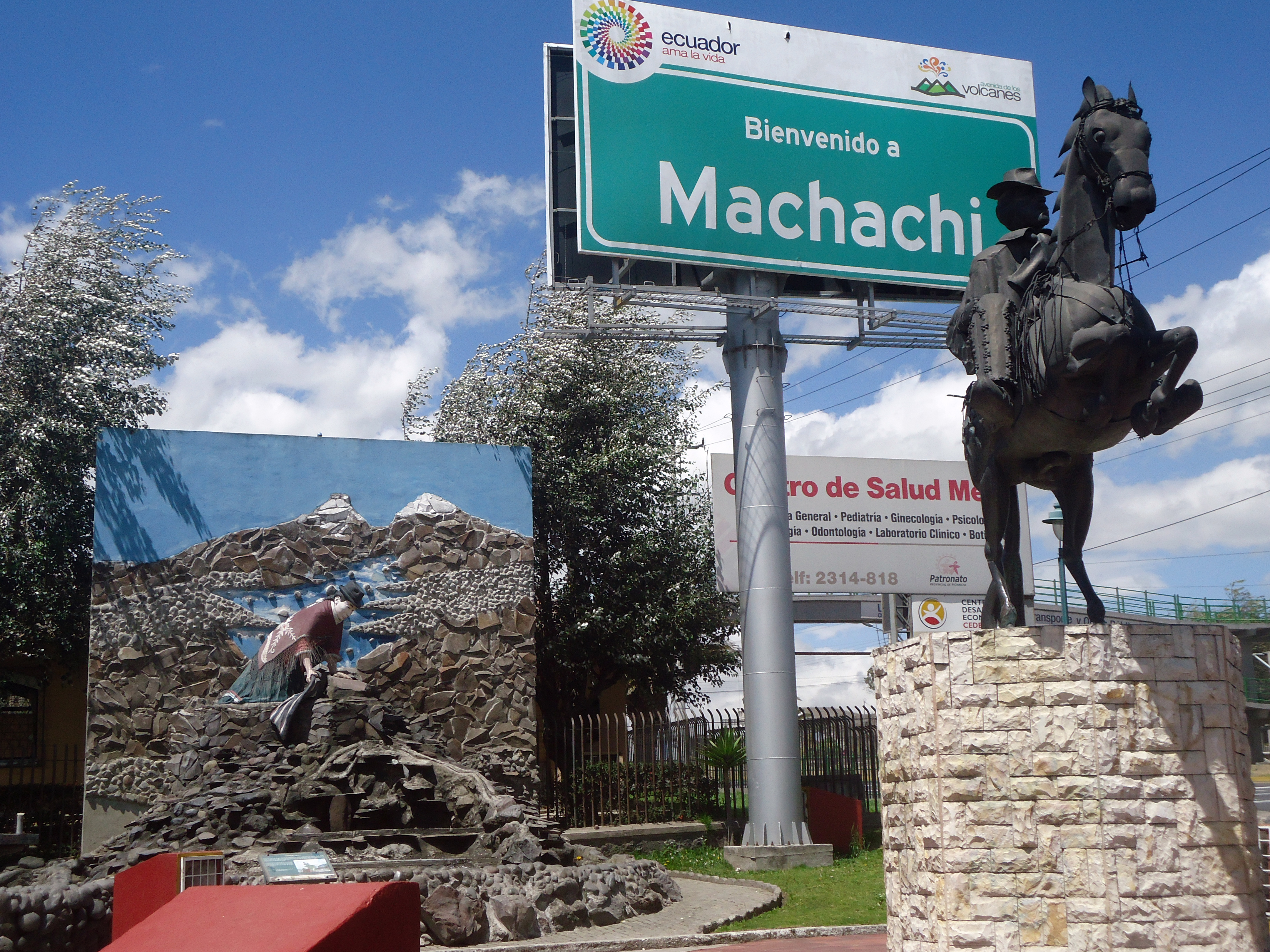
Monumento al Chagra en Machachi